# 新堂大工組
新堂大工組(しんどうだいくぐみ)とは、江戸時代の河内国に存在した大工の同業組合(仲間)のひとつである。寛永年間には作左エ門組、貞享年間には石川組と記載されており、後に新堂組と呼ばれるようになった。江戸幕府の京都御大工頭を務めた中井家の支配下にあり、河州六組と呼ばれた河内国の大工組の中では、最多の人数を抱えた。大工の居住域と支配範囲は河内国の南部と摂津国の一部の計10郡に広がっており、新堂組の大工による寺院建築は新堂村大工町のあった富田林市を中心に東大阪市から堺市まで多数存在している。